# Klauza

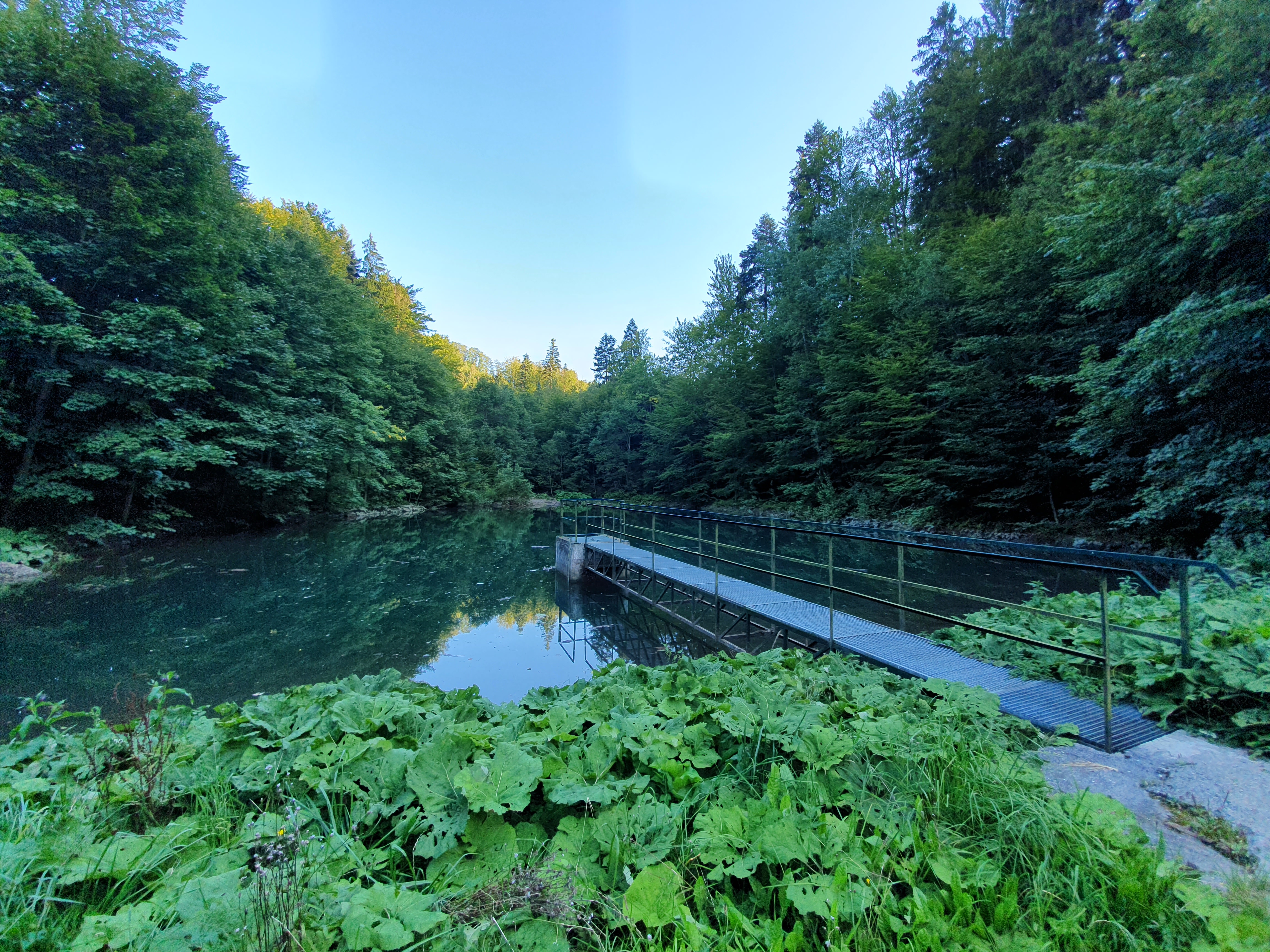
Klauza na Głuchówce

Klauza – budowla hydrotechniczna, przeznaczona do piętrzenia wód rzeki lub potoku w celu okresowej poprawy ich spławności.
Nazwa z języka niemieckiego (Klause, z łacińskiego clausus – „zamknięty”), spotykana głównie w krajach niemieckich oraz w zasięgu dawnego państwa austro-węgierskiego, w tym szczególnie w Karpatach.
Klauzy budowano na ciekach wodnych, które wykorzystywane były do spławu drewna wyrąbanego w górskich (głównie) lasach do niżej położonych ośrodków przeróbki tego drewna. Były szeroko stosowane od początku XIX w. do lat 70. XX wieku (np. na Huculszczyźnie, głównie w dorzeczu Czeremoszu). Miały formę zapór wodnych, gromadzących znaczne ilości wody, spuszczanej następnie w określonym czasie, w celu umożliwienia spławu nagromadzonego wcześniej poniżej nich drewna.
Na większych rzekach budowano duże klauzy, które – po ich otwarciu – pozwalały na spławianie „na fali” tratew zbitych z największych nawet pni drzewnych. Na mniejszych potokach budowano mniejsze klauzy, wykorzystywane do spławiania krótkiego drewna, tzw. „szczapu”, stosowanego głównie do wyrobu węgla drzewnego dla hutnictwa, a następnie – jako surowiec do suchej destylacji drewna.